# 1991 في غواتيمالا
فيما يلي قوائم الأحداث التي وقعت خلال عام 1991 في غواتيمالا.

## سياسة

### تعيين في المنصب
- 14 يناير – خورخي سيرانو إلياس رئيس غواتيمالا [الإنجليزية]‏.
- 14 يناير – غوستافو أدولفو إسبينا سلغيرو نائب رئيس غواتيمالا [الإنجليزية]‏.

### انتهاء فترة المنصب
- 14 يناير – فينيسيو سيريزو رئيس غواتيمالا [الإنجليزية]‏.

## مواليد

### فبراير
- 28 فبراير – ستيفانو سينكوتا لاعب كرة قدم ألماني.

### يونيو
- 14 يونيو – إيريك باروندو

### ديسمبر
- 14 ديسمبر – لويس مارتينيز لاعب كرة قدم غواتيمالي.

## وفيات

### يناير
- 1 يناير – كارمين ليند بيترسن (مواليد 1900) رسامة غواتيمالية.